# 埃莫恩王子 (阿普利亚公爵)
埃莫恩·翁贝托·埃曼努埃尔·菲利伯托·路易吉·阿梅迪奥·埃伦纳·玛利亚·菲奥伦佐（義大利語：Aimone Umberto Emanuele Filiberto Luigi Amadeo Elena Maria Fiorenzo，1967年10月13日—），出生于意大利佛罗伦萨。奥斯塔公爵，阿普利亚公爵，萨伏伊-奥斯塔王子。是第五代奥斯塔公爵阿梅迪奥与克劳德王妃唯一的儿子。在其父親過世成為是意大利王位和克罗地亚王位的覬覦者。